# Port lotniczy Bhojpur
Port lotniczy Bhojpur – port lotniczy położony w Bhojpurze w Nepalu.